# Flarchheim
Flarchheim is een gemeente in de Duitse deelstaat Thüringen, en maakt deel uit van de Unstrut-Hainich-Kreis.
Flarchheim telt  inwoners.